# Villa San Marco (Meran)

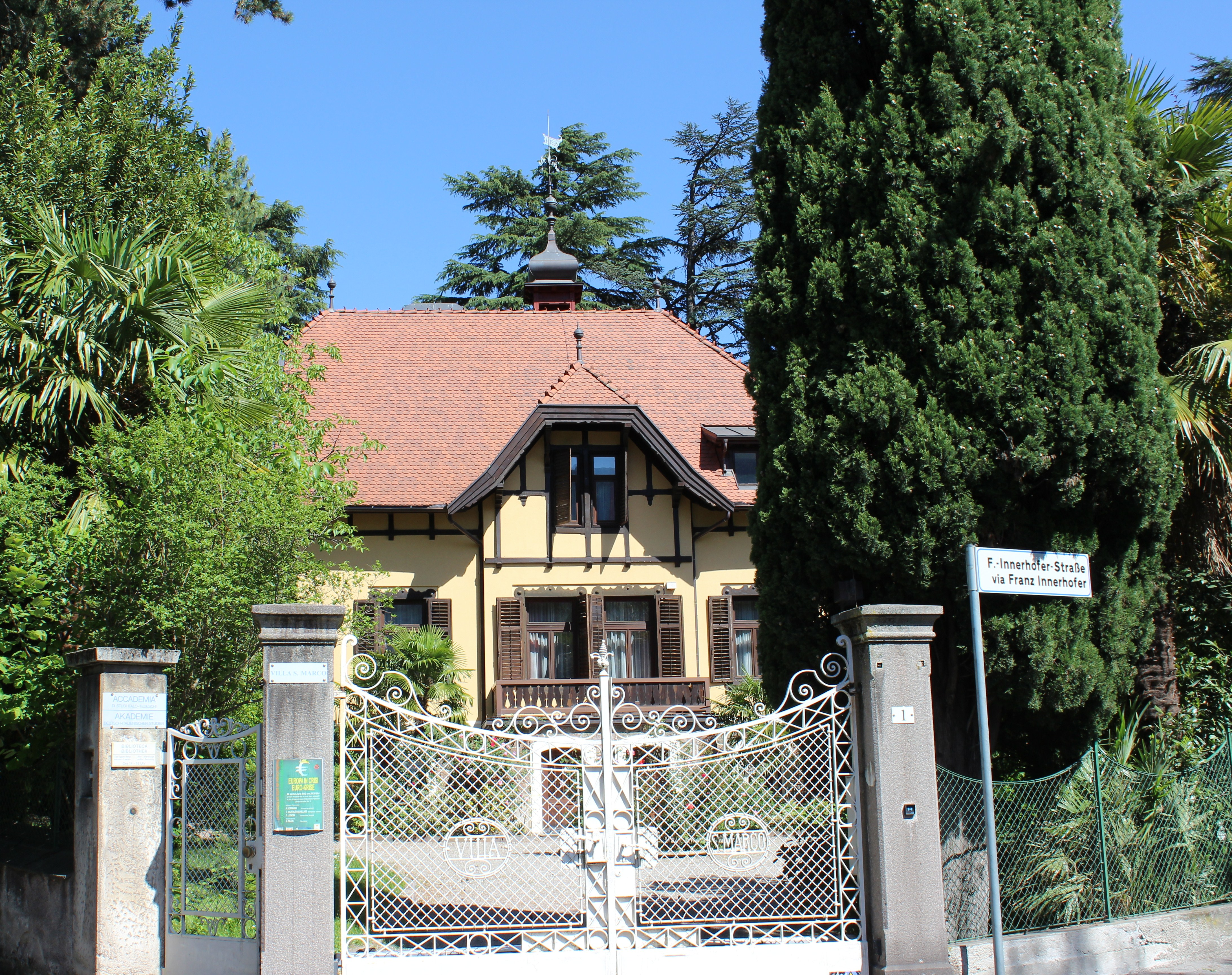
Villa San Marco (eigentlich Schwalbenvilla), von Westen

Die Villa San Marco, ursprünglich Schwalbenvilla genannt, ist ein denkmalgeschütztes Gebäude in der Franz-Innerhofer-Straße 1 im Meraner Stadtteil Untermais. Die Villa wurde 1894/95 nach Plänen des Wiener Architekten Alexander Graf für Rosa Lohner (1840–1910), Gemahlin des Wiener Unternehmers Jacob Lohner (1821–1892), als Wohnhaus im Heimatstil erbaut. Sie ist von einem großen dreieckigen Garten umgeben, der an allen drei Seiten an eine Straße grenzt. Seit 1993 ist die Villa Sitz der Akademie deutsch-italienischer Studien.

## Geschichte

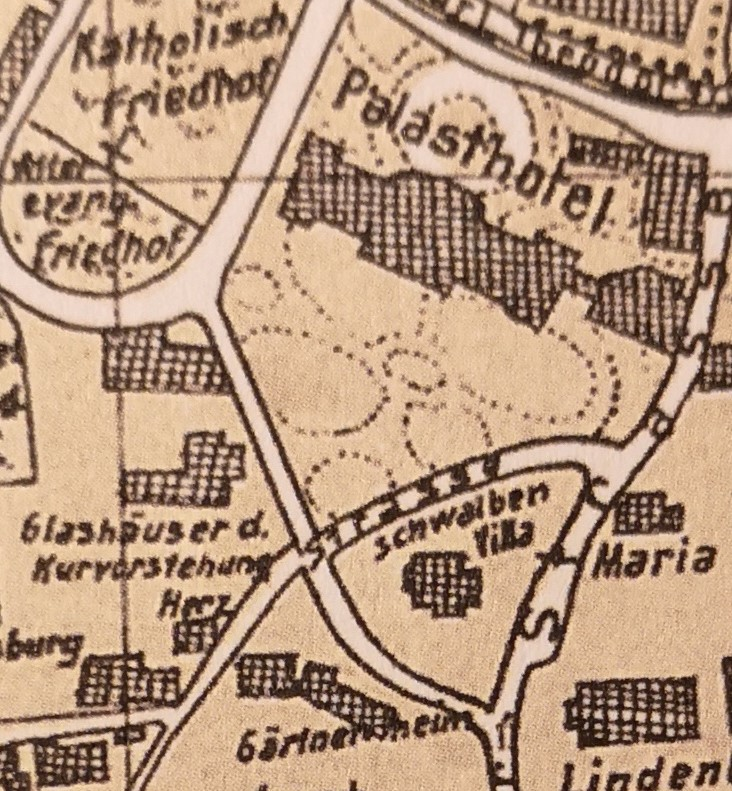
Die Schwalbenvilla auf einem Meraner Stadtplan von ca. 1920 (Ausschnitt)

Gegen Ende des 19. Jahrhunderts war Meran bereits eine europaweit bekannte Kurstadt, und in den verschiedenen Stadtteilen wurde eine Vielzahl von Villen errichtet. Dazu zählte auch die Schwalbenvilla.
Nach Rosa Lohners Tod 1910 wurde die Villa von Paul Förstemann aus Alt-Geltow gekauft, der sie mit seiner Frau Klara Förstemann bis zu seinem frühen Tod 1911 bewohnte. Nach der Annexion Südtirols durch Italien im Jahr 1919 wurde das Haus 1927 von der Opera Nazionale Combattenti übernommen. 1930 ging es in Staatseigentum über, wurde umbenannt und dann über Jahrzehnte von Angestellten der staatlichen Wasserbehörde bewohnt. Die Unterschutzstellung erfolgte im Jahr 1981. Seit 1993 ist sie Sitz der Akademie deutsch-italienischer Studien.

## Architektur
Das Gebäude besteht aus einem Souterrain, einem Hochparterre und einem ausgebauten Dachgeschoss und ist im Grund- und Aufriss asymmetrisch. Es von ineinandergeschobenen Krüppelwalmdächern bedeckt. Dachgauben, hochgezogene Kamine und die schmiedeeiserne Wetterfahne bereichern die Gestaltung.
Die Hauptfassade der Villa ist die Südfassade, auf deren Mittelrisalit eine Fachwerkveranda aufsitzt. Die zum Eingangstor hin gerichtete Westfassade hat ebenfalls einen Mittelrisalit, auf dem ein Holzbalkon aufliegt. Der Eingang befindet sich auf der Ostseite.
Durch die vielfältige Verwendung dunkelbraun gestrichenen Holzes für die verschiedenen Fachwerkapplikationen und Fachwerke sowie die Fensterumrahmungen erhält das Gebäude den Charakter eines Landhauses im Schweizer- oder Heimatstil, wie man es vielerorts in den Zentralalpen finden kann.

## Bibliografie
- Anna Pixner Pertoll: Ins Licht gebaut, die Meraner Villen. Edition Raetia, Bozen 2009, ISBN 978-88-7283-355-1.